# Рар, Александр Глебович
Александр Глебович Рар (нем. Alexander Rahr; род. 2 марта 1959, Тайбэй) —  немецкий журналист, политолог и историк, бывший советник правительства ФРГ. Автор нескольких книг о Владимире Путине. Придерживается пророссийских взглядов.

## Биография

### Происхождение и детство
Родился 2 марта 1959 года на Тайване (Китайская Республика). По утверждению Рара, его дед по материнской линии Василий Орехов служил адъютантом у генерала Врангеля и после разгрома Русской армии был вынужден эмигрировать в Югославию, а оттуда в Париж; с 1927 года в течение 70 лет (утверждение Рара) был главным редактором белогвардейского журнала «Часовой».
Его отец Глеб Рар родился в Москве в 1922 году в семье Александра Рара (эстонского происхождения) и Натальи Юдиной (1897—1980), сестры известного в СССР хирурга С. С. Юдина. Семья, как утверждал Рар в своих интервью для российских СМИ, была вынуждена эмигрировать из СССР в Латвию, а после оккупации Латвии войсками СССР в 1940 году — переехать в Германию, где отец вступил в Народно-трудовой союз, в 1944 году был арестован и два года находился в гитлеровских концентрационных лагерях вплоть до освобождения американцами, а в 1958 году был направлен на Тайвань для работы на радио «Свобода», вещавшее на Советский Союз.
В течение четырёх лет до 1963 года Александр Рар проживал в Токио, где работал отец; в 1963—1975 годах Глеб Рар работал в журнале «Посев», и в этот период семья жила во Франкфурте. В 1975 году семья переехала в Мюнхен, где отец начал работать на радио «Свобода».
Александр Рар 40 лет работает политологом, занимается исследованием России и Евразии, регулярно выступает в телевизионных программах в Германии и в России. В последнее время был раскритикован в Германии за свои пророссийские взгляды. Продолжает активно продвигать сотрудничество между Германией и Россией.

### Образование и карьера
В 1977—1985 годы руководил исследовательским проектом «Советская элита» Федерального института восточноазиатских и международных исследований (BIOst).
1980—1988 года — учёба в Мюнхенском университете: история Восточной Европы, новейшая история, политология.
1982—1994 года — научный сотрудник исследовательского института Радио Свобода (Мюнхен).
1989 год — исследовательская работа в RAND Cooperation (Лос-Анджелес, США).
1990 год — исследовательская работа в Межрегиональной группе съездов народных депутатов СССР.
1990—1991 года — исследовательская работа в EastWest Institute (Нью-Йорк).
1994—1995 года — научный сотрудник, Исследовательский институт Германского совета внешней политики (DGAP).
1995—2012 года — директор центра по России и Евразии при Германском совете по внешней политике, финансируемым Восточным комитетом немецкой экономики и Deutsche Bank и фондом им. Кэрбера. С 2010 года центр переименован в Центр имени Бертольда Бейца.

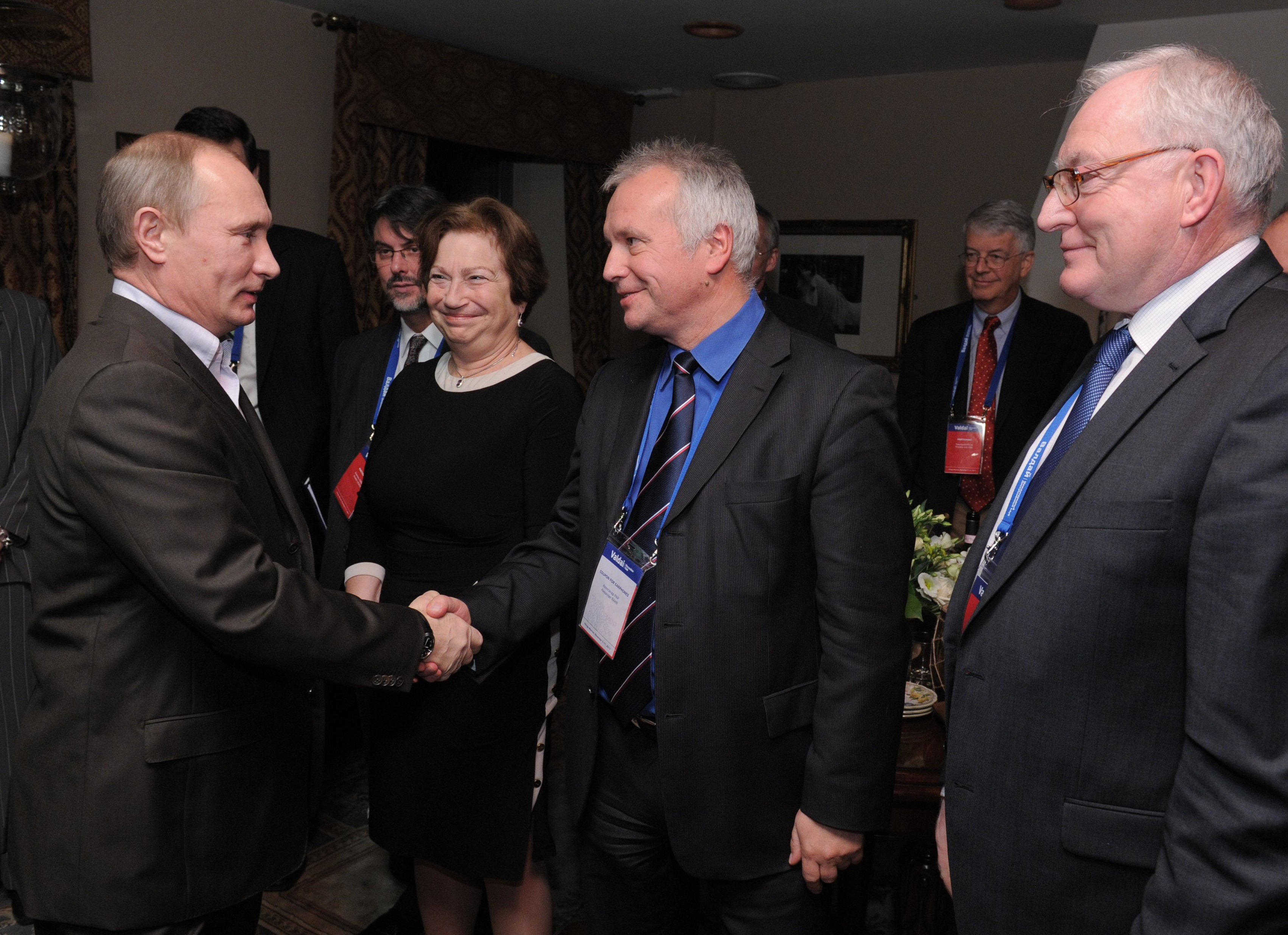
Александр Рар и Владимир Путин (ноябрь 2011 года)

2003 год — награждён орденом «За заслуги перед Федеративной Республикой Германия» за вклад в развитие немецко-российских отношений.
2004 год — почётный профессор МГИМО.
2004 год — член Совета директоров YES (Yalta European Strategy), член Валдайского клуба, член «Петербургского диалога».
2011 год — почётный профессор Высшей школы экономики, Москва.
2012—2015 год — старший консультант компании Wintershall (Винтерсхалл) и старший советник Президента германо-российской внешнеторговой Палаты.
2012-2022 год - научный директор Германо-Российского Форума, Берлин.
2013-2022 год — заместитель председателя Совета российской экономики в Германии.
2015 год — советник Газпрома по европейским вопросам.
2018 год — старший научный сотрудник Института «Мировые тренды», Потсдам.
2022 год - председатель Евразийского Общества, Берлин.

## Награды
- Кавалер ордена «За заслуги перед Федеративной Республикой Германия».
- Орден Дружбы (13 мая 2019 года, Россия) — за заслуги в укреплении дружбы и сотрудничества между народами, плодотворную деятельность по сближению и взаимообогащению культур наций и народностей[6].
- Орден Почёта (27 августа 2017 года, Молдавия) — в знак глубокой признательности за значительный вклад в укрепление и расширение межгосударственных отношений дружбы и сотрудничества[7].

## Сведения о членах семьи
Родители: отец — многолетний сотрудник радиостанции «Свобода» Глеб Александрович Рар, брат Льва Александровича Рара; мать — София Васильевна Рар (1932—2019), дочь Василия Васильевича Орехова.
Братья и сёстры:
- Ксения (род. 1960) управляет церковным хором в мюнхенском приходе, где служит её муж протоиерей Николай Забелич, и устраивает благотворительные концерты[8];
- Всеволод (род. 1962) стал журналистом и живёт в Англии;
- Михаил (род. 1963) служит священником в Берлине и Веймаре и исполняет обязанности заведующего канцелярией Берлинской епархии РПЦ, протоиерей, настоятель Церкви Марии Магдалины (Веймар)[9];
- Димитрий (род. 1964) увлёкся историей и географией, работает переводчиком и ныне, после своего отца, возглавляет Свято-Князь-Владимирское братство[10];
- Ирина (род. 1966) занимается общественной деятельностью, в частности, работой с молодёжью.

Жена и дети:
- Жена — Анна Рар (род. 1975) выросла в Санкт Петербурге, сейчас живёт в Германии, имеет юридическое и социологическое высшее образование, с 2013 -2022 год — исполнительный директор Совета Российской Экономики в Германии, с 2022 - ведущий консультант по психологическим и социальным вопросам, Берлин.
- Сын — Михаил (р. 2004) студент исторического факультета Свободного Университета Берлин
- дочь — Алевтина (р. 2009).[источник не указан 1415 дней]

## Книги и публикации
- «Gorbatschow — der neue Mann» («Горбачёв — новый человек») (нем.). Universitas-Verlag. Мюнхен 1986. ISBN 3-8004-1107-5.
- «Wladimir Putin. „Der Deutsche“ im Kreml» («Владимир Путин. „Немец“ в Кремле») (нем.). Universitas-Verlag. Мюнхен 2000. ISBN 3-8004-1408-2 ISBN 978-3-8004-1408-6.
- «Wladimir Putin. Präsident Rußlands — Partner Deutschlands» («Владимир Путин. Президент России — партнёр Германии») (нем.). Universitas-Verlag. Мюнхен 2000. ISBN 3-8004-1408-2.
- «Russland gibt Gas» («Россия жмёт на газ») (нем.). Hanser-Wirtschaft, 2008. ISBN 3-446-41395-2, ISBN 978-3-446-41395-5.
- «Putin nach Putin» («Путин после Путина») (нем.). Universitas-Verlag, 2009. ISBN 3-8004-1481-3, ISBN 978-3-8004-1481-9.
- «Der kalte Freund» («Холодный друг. Почему нам нужна Россия») (нем.). Hanser Wirtschaft, 2011. ISBN 978-3-446-42438-8.
- «Куда пойдёт Путин? Россия между Китаем и Европой». 2012. (в РФ она вышла под этим названием, но оригинал — «Холодный друг. Почему нам нужна Россия»).
- «Россия — Запад. Кто кого?». 2016
- «2054. Код Путина». 2020 (роман)
- «Охлаждение. Как Германия теряет свою репутацию у россиян». 2021